# Зубарев, Валерий Александрович
Вале́рий Алекса́ндрович Зу́барев (10 июня 1951 — 25 июня 2016) — советский актёр кино. C 7 лет снимался в фильмах для детей и юношества.

## Биография
Валерию исполнилось 6 лет, когда его мама, прочитав объявление в газете о наборе детей в военную драму «Спасённое поколение», впервые повела его на кастинг, в тот момент проводившийся на киностудии имени Горького. Режиссёр этого фильма Юрий (Георгий) Сергеевич Победоносцев, увидев мальчика, без колебаний утвердил его на роль Сергуньки. Через год он сыграл в фильме «Прыжок на заре» (роль сына Таисии Гавриловны, в титрах отсутствует), а в 1963 году — в фильме «Тайна», где исполнил главную роль Пашки Петрова по прозвищу «Спартак». Это приключенческая лента о ребятах одного пионерского лагеря во время летнего турпохода. Позже Валерий сыграл в таких широко известных лентах, как «Девочка и эхо», «Дубравка», а также в снятой по сценарию Геннадия Шпаликова кинодраме «Я родом из детства» (режиссёр Виктор Туров). Роли принесли запомнившемуся зрителям мальчику с поэтической внешностью большой успех.
Но краеугольным и основополагающим для Валерия стал вышедший на экраны 28 октября 1968 года фильм Станислава Ростоцкого «Доживём до понедельника». Герой Зубарева Генка Шестопал, влюблённый романтик, страдает от того, что сталкивается с непониманием со стороны окружающих его школьников, чувствуя от этого своё одиночество. Со своим обострённым чувством справедливости, молчаливо, одними глазами, говорящими без слов, он раскрыл переживания, способность ощущать чужую боль сильнее, чем свою. И на уроке литературы, в сочинении на тему «Моё представление о счастье», он написал всего одну ставшую крылатой фразу: «Счастье — это когда тебя понимают!». В этой картине герой Вячеслава Тихонова исполняет песню «Иволга» (стихи Николая Заболоцкого, музыка Кирилла Молчанова), которая передаёт общий настрой всего фильма.
После школы Валерий пробовал поступить во ВГИК, однако его не приняли, мотивируя это тем, что «ему нечему больше учиться, он и так всё знает». В итоге Зубарев окончил торговый техникум, после которого работал продавцом, заместителем директора, директором магазина.
Не сумев поступить во ВГИК, Валерий Зубарев тем не менее продолжал сниматься в кино. Так, он в течение нескольких лет снялся в девяти картинах, среди которых были и достойные внимания ленты — например, в военной драме «Нина» (1971), Валерий исполнил главную роль. Он сыграл Валентина, брата главной героини, которая была партизанкой, а приключенческий фильм «Спасённое имя» (1972) вообще создавался под Зубарева, где он исполнил роль Гришки Хамурару. В этой картине Валерий сыграл внука подпольщика, решившего восстановить доброе имя своего деда, которого обвинили в предательстве.
Валерий Зубарев пробовал свои силы и на радио: в 1985 году он участвовал в работе над постановкой пьесы по произведению американского писателя Стивена Кинга «Мёртвая зона», вошедшей в Гостелерадиофонд.
В «нулевые» руководил фирмой легкогрузовых перевозок. От предложений сниматься в кино категорически отказывался, желая остаться в памяти кинозрителей застенчивым школьником Генкой Шестопалом.
Скончался 25 июня 2016 года в Москве. Похоронен на Перепечинском кладбище.

## Фильмография[4]
- 1959 — Спасённое поколение
- 1963 — Тайна
- 1964 — Ноль три — Андрес, сын Теннова
- 1965 — Девочка и эхо — Ромас
- 1966 — Я родом из детства — Игорь Тарасевич
- 1967 — Дубравка — Кай (Юра)
- 1968 — Доживём до понедельника — Генка Шестопал, ученик
- 1968 — Поиск
- 1969 — Если есть паруса
- 1969 — Сыновья уходят в бой — Митя, брат Ксении
- 1971 — Офицеры — Раненый боец, эпизод
- 1971 — Нина — Валентин Соснин, брат Нины Сосниной
- 1972 — Мушкетёры 4 «А» — Женя, сын Макаровны
- 1972 — Спасённое имя — Гришка Хамурару
- 1972 — Ура! У нас каникулы!
- 1973 — Поклонник
- 1992 — Наш американский Боря

## Радио
- 1985 — «Мёртвая зона», радиопостановка по Стивену Кингу. Гостелерадиофонд.